# Cerkev Matere Božje od zdravja, Semedela
Cerkev Matere Božje od zdravja v Semedeli je podružnična cerkev župnije Koper - sv. Marko.

## Zgodovina
Cerkev je bila zgrajena leta 1640, kot votivna cerkev. Iz zgodovinskih virov je razvidno, da je v zadnji epidemiji kuge med 1630 in 1631 v Kopru umrlo 1927 ljudi, od teh jih je bilo 1831 pokopanih na mestnem pokopališču v Semedeli, 96 pa ob bolnišnici Lazaret.
Koprski mestni svet je 4. aprila 1631 sklenil, da blaženi Devici v zahvalo za konec epidemije postavi v stolnici zahvalni oltar, kar pa ni bilo zaradi raznih vzrokov nikoli uresničeno. Isti organ je 23. avgusta 1639 prvi sklep preklical in odločil, da se namesto oltarja zgradi cekvica ob pokopališču v Semedeli, ki bo dolga 4 korake in 1 čevelj, ter široka 3 korake. Za izvajalca sta bila določena zidarski mojster Niccolo Carpaccio  in Pietro Isdrael za tesarska dela. Novo cerkvico je slovesno posvetil škof Pietro Morari 24. aprila 1640.
Pokopališče okrog cerkvice je bilo aktivno do odprtja novega mestnega pokopališča v Škocijanu leta 1811.

### Kasnejše prezidave  in obnove
Zaradi vedno večjega števila vernikov je cerkvica postala premajhna. 11. decembra 1854 je gospa Maria Volpi zaprosila za dovoljenje, da se na njene stroške poveča in preuredi cerkev v obliki latinskega križa, s stranskima kapelama. Načrt je izdelal ing. Domenico Pulgher. Dela so bila zaključena 9. oktobra 1855. Zadnja obnova fasade in strehe je bila opravljena v letu 1984.
Po drugi svetovni vojni nove oblasti v cerkvi dolgo niso dovolile sv. maše. Sedaj so obredi v cerkvi enkrat čez teden in ob nedeljah. Vsako leto se ob obletnici posvetitve cerkve zbere italijanska manjšina. Ob tej priložnosti se zberejo tudi potomci nekdanjih prebivalcev, ki so po vojni optirali v Italijo. Še danes je cerkvica dokaj priljubljena Marijina božja pot.

## Notranja oprema
Oltarna slika predstavlja Devico Marijo, ki časti Sveto Trojico zaradi prenehanja strašne bolezni, angela, ki osvobaja okužene, ter druge angele, ki blažijo muke duš v vicah. Sliko je naslikal beneški slikar Guidotto Guidotti in zanjo prejel 50 dukatov. Obnovljena je bila leta 1986.
V desni kapeli je sarkofag iz istrskega marmorja, v katerem so shranjeni posmrtni ostanki škofa Bonifacija Da Ponte, ki je umrl leta 1810.
V levi kapeli je znamenita slika koprskega slikarja Gianellija iz leta 1856, ki prikazuje škofa Bonifacija pri podeljevanju zakramenta sv. birme.
V tej kapeli so tudi razni votivni darovi, ki pričajo, da so bile na Marijino priprošnjo uresničene številne želje vernikov. Še danes je v cerkvici darovanih veliko maš s prošnjami za ozdravljenje.